# Louis de Bree
Louis de Bree, officieel Louis Christiaan Davids (Amsterdam, 27 april 1884 - Amersfoort, 4 mei 1971) was een Nederlands toneelspeler en hoorspelacteur.

## Leven en werk
Louis' vader heette Izaak David Davids, zijn moeder Anna Poolman. Om verwarring te voorkomen met de gelijknamige kleinkunstenaar Louis Davids (die eigenlijk Simon Davids heette), gebruikte hij de artiestennaam Louis de Bree. 
De Bree werkte eerst enige tijd in de diamantindustrie. In 1907 werd hij toneelspeler. Zijn talent lag vooral in komische rollen op het toneel, maar ook in de revue en de operette. Hij kreeg de leiding over diverse toneelgezelschappen, waaronder De Kluchtspelers (1916-1918), het Vroolijk Tooneel (1918-1919, 1924-28, 1938-1939), het Nederlandsch Vaudevillegezelschap (1920-23), het Centraal Tooneel (1927-33), De Speeldoos (1928-1929), de Zomercombinatie Ruys-de Bree (1932-1933), De Komedianten (1936-1938) en Cabaret de Carrousel (1937-1938). Hij was ook toneelregisseur, bij Het Nederlandsch Tooneel, het Gemeentelijk Theaterbedrijf, Het Nederlandsch-Indisch Tooneel en het Gezelschap Guus Oster. In 1950 stapte hij over naar de hoorspelkern van de Nederlandse Radio Unie, waar hij tot 1967 bleef.  
De Bree trouwde in 1922 met actrice Annie Bakker (=Johanna Bakker (1881-1940)), met wie hij samen speelde. Later is hij hertrouwd met actrice Myra Ward van 1941 tot 1949.

## Hoorspelrollen
- Floriaan Geyer, samen met Rien van Noppen, Schorndorff & Hornberg
- Paul Vlaanderen en het Conrad-mysterie en Paul Vlaanderen en het Margo-mysterie, Sir Graham Forbes
- De meisjes uit Viterbo, grootvader Oldenburg
- Verkeerd verbonden, Dr. Pole
- De nieuwe chauffeur, Leefsma
- Sprong in het heelal, Dokter "Doc" Matthews.

## Film
- Malle gevallen (1934)[3]
- De kribbebijter (1935)
- Het mysterie van de Mondscheinsonate (1935)
- Suikerfreule (1935)
- Amsterdam bij nacht (1936)
- Jonge harten (1936)
- Klokslag twaalf (1936)
- De man zonder hart (1937)
- Sneeuwwitje en de Zeven Dwergen, Nederlandse nasynchronisatie, stem van Doc (1938)
- Alice in Wonderland, Nederlandse nasynchronistatie, stem van de Walrus (1951)